# Naděžda Bláhová
Naděžda Bláhová (14. listopadu 1926 Hostivice – 14. listopadu 2006 Praha) byla česká malířka, ilustrátorka, grafička a fotografka.

## Život
Naděžda Bláhová-Stanovská vystudovala v letech 1942–1945 v Praze nejprve Státní grafickou školu a poté v letech 1945–1950 Vysokou školu uměleckoprůmyslovou pod vedením profesora Karla Svolinského. Poté pracovala ve výtvarné redakci Státního nakladatelství dětské literatury (dnes Albatros) a zabývala se také grafikou, ilustrováním knih pro děti a mládež a tvorbou filmových plakátů.

## Z knižních ilustrací
- Věra Adlová: Na shledanou, Mořský vlku (1960).
- František Čečetka: O pánech větru, mraků a vod (1951).
- Allen Roy Evans: Sobi táhnou (1968).
- Pipaluk Freuchenová: Ivik (1958).
- Eleonóra Gašparová: Fontána pro Zuzanu (1975).
- Helena Hodačová: Radek, Brouk a Andulka Šafářová (1980).
- Kratochvilné čtení ze starodávných kronik a historií (1969).
- Oldřich Kryštofek: Modrou dálkou světa (1962).
- Mongolské pohádky (1972).